# Jerzy Jędrzejewicz
Jerzy Jędrzejewicz (ur. 2 marca 1902 w Bawarii koło Końskich, zm. 19 listopada 1975) – polski pisarz i tłumacz, autor książek biograficznych, autor „Nocy ukraińskich albo rodowodu Geniusza. Rzecz o Tarasie Szewczence”, eseista, literaturoznawca, członek kolegium redakcyjnego miesięcznika Ziemia Kielecka.
Tłumaczył z języka ukraińskiego utwory Iwana Dracza, Liny Kostenko, Mychajła Kociubyńskiego, Maksyma Rylskiego i Tarasa Szewczenki.
Odznaczony Orderem „Znak Honoru” oraz Medalem "Za zasługi w rozwoju współpracy kulturalnej między Polską a Związkiem Radzieckim" (przyznany przez ZG TPPR, 1974).
Pochowany na cmentarzu ewangelicko-reformowanym w Warszawie (kwatera W-1-7).